# Andrea Ferrucci
Andrea Ferrucci (Fiesole, 1465 - Florencia, 1526), también conocido como Andrea di Piero Ferruzzi y como Andrea da Fiesole fue un escultor italiano del renacimiento.
Según Giorgio Vasari en sus Vidas de artistas Andrea Ferrucci fue discípulo de Michele Marini en Fiesole. Trabajó para Fernando I de Nápoles en el año 1487 y se casó con la hija de Antonio di Giorgio Marchesi (1451 a 1522), arquitecto e ingeniero militar del rey. Fue el maestro de Silvio Cosini y murió en Florencia el año 1526.

## Referencias

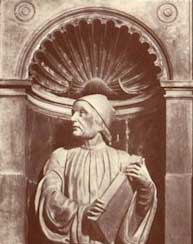
Busto de Marsilio Ficino, por Andrea Ferrucci en la catedral de Florencia.